# Pölla
Pölla ist eine Marktgemeinde mit 915 Einwohnern (Stand 1. Jänner 2025) im Bezirk Zwettl in Niederösterreich.

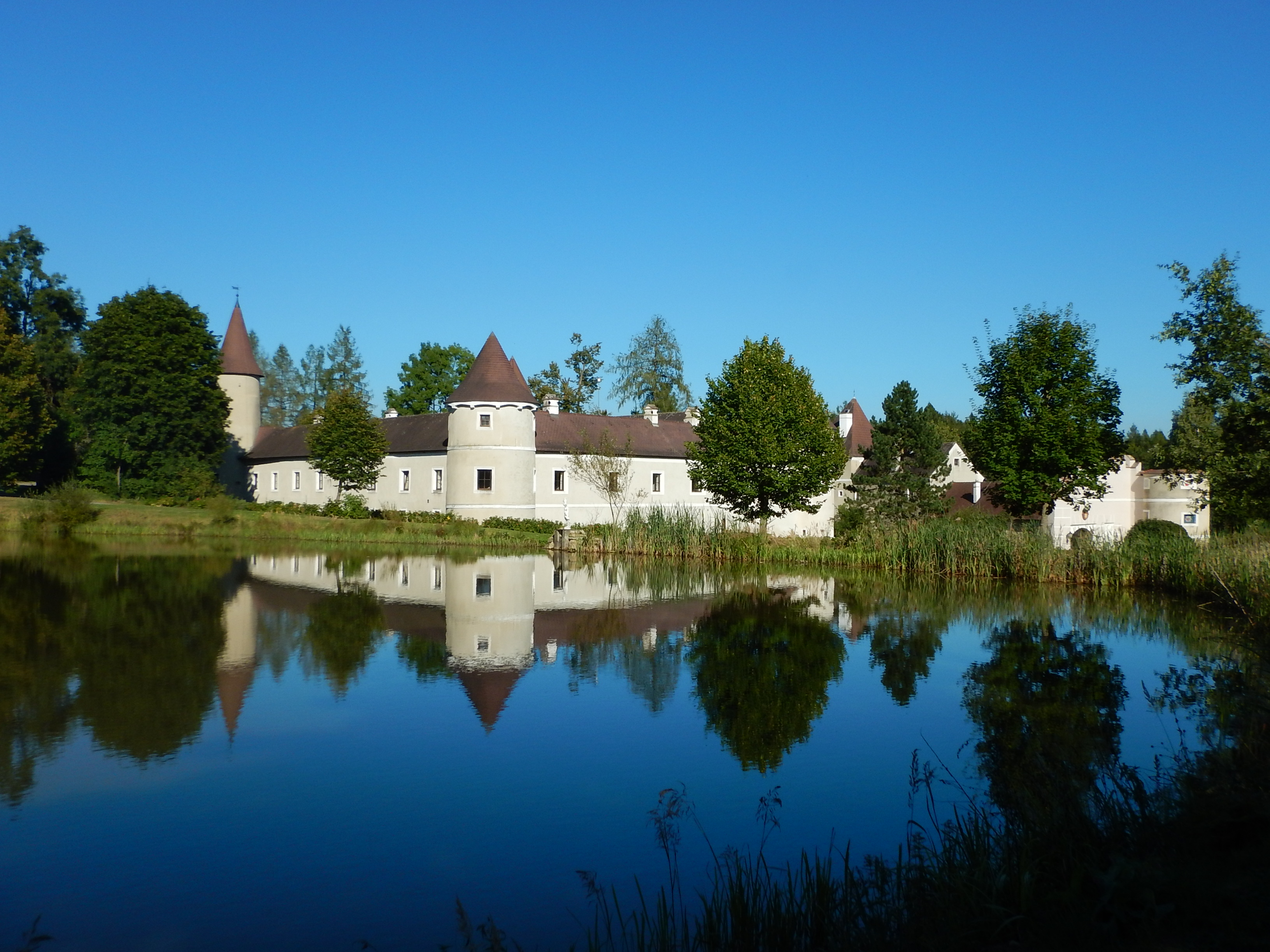
Schloss Waldreichs

## Geografie

### Geografische Lage
Pölla liegt im Waldviertel in Niederösterreich. Die Fläche der Marktgemeinde umfasst 104,51 km². 46,02 Prozent der Fläche sind bewaldet.
| Katastralgemeinden | Ortschaften in der Gemeinde |
| --- | --- |
| Altpölla (8,79 km²) Brugg (1,57 km²) Dobra (2,70 km²) Döllersheim (5,48 km²) Eichhorns (2,31 km²) Felsenberg (5,28 km²) Franzen (2,60 km²) Heinreichs (5,82 km²) Kienberg (1,77 km²) Kleinenzersdorf (1,28 km²) Kleinmotten (1,21 km²) Kleinraabs (2,07 km²) Krug (5,46 km²) Loibenreith (3,98 km²) Mestreichs (3,47 km²) Neupölla (3,83 km²) Niederplöttbach (6,67 km²) Nondorf (4,40 km²) Ramsau (2,86 km²) Reichhalms (2,18 km²) Riegers (3,89 km²) Schmerbach (3,00 km²) Schwarzenreith (1,84 km²) Söllitz (5,37 km²) Strones (3,93 km²) Thaures (6,26 km²) Waldreichs (2,91 km²) Wegscheid (2,49 km²) Wetzlas (0,98 km²) | Altpölla (D) · Döllersheim (E) · Franzen (D) · Kienberg (D) · Kleinenzersdorf (D) · Kleinraabs (D) · Krug (D) · Neupölla (M) · Nondorf (D) · Ramsau (D) · Reichhalms (D) · Schmerbach am Kamp (D) · Waldreichs Josefinenhütte (Jh) Schloss Waldreichs (Schl) Wegscheid am Kamp (D) · Wetzlas (D) |
| Legende | |

| In der Spalte Katastralgemeinden sind sämtliche Katastralgemeinden einer Gemeinde angeführt. In der Klammer ist die jeweilige Fläche in km² angegeben. |
| In der Spalte Ortschaften sind sämtliche von der Statistik Austria erfassten Siedlungen, die auch eine eigene Ortschaftskennziffer aufweisen, angeführt. In der Hierarchieebene derselben Spalte, rechts eingerückt, werden nur Ansiedlungen, die mindestens aus mehreren Häusern bestehen, dargestellt. Die wichtigsten der verwendeten Abkürzungen sind: - M = Hauptort der Gemeinde - Stt = Stadtteil - R = Rotte - W = Weiler - D = Dorf - ZH = Zerstreute Häuser - Sdlg = Siedlung - Hgr = Häusergruppe - E = Einzelgehöft (nur wenn sie eine eigene Ortschaftskennziffer haben) Die komplette Liste der Statistik Austria ist in: Topographische Siedlungskennzeichnung nach STAT Zu beachten ist, dass manche Orte unterschiedliche Schreibweisen haben können. So können sich Katastralgemeinden anders schreiben als gleichnamige Ortschaften bzw. Gemeinden. Quelle: Statistik Austria – Liste für Niederösterreich (PDF) |

### Gliederung der Gemeinde
Das Gemeindegebiet umfasst folgende Ortschaften (in Klammern Einwohnerzahl Stand 1. Jänner 2025):
- Altpölla (150)
- Döllersheim (0)
- Franzen (119)
- Kienberg (19)
- Kleinenzersdorf (27)
- Kleinraabs (21)
- Krug (50)
- Neupölla (229)
- Nondorf (55)
- Ramsau (33)
- Reichhalms (33)
- Schmerbach am Kamp (63)
- Waldreichs (0)
- Wegscheid am Kamp (71)
- Wetzlas (45)

### Nachbargemeinden
|        | Allentsteig                                 | Röhrenbach (Horn)    |
| Zwettl | Kompassrose, die auf Nachbargemeinden zeigt | Altenburg (Horn)     |
|        | Krumau (Krems), Rastenfeld (Krems)          | St. Leonhard (Krems) |

## Geschichte
Der Name leitet sich von slawisch polan, poljane ab, was so viel wie „Leute in der Ebene“ (vom Norden kommend) bedeutet. Altpölla zählt zu den ältesten Orten des Waldviertels, die Pfarre ist die älteste des Bezirks und wurde wahrscheinlich schon in der zweiten Hälfte des 11. Jahrhunderts vom Landesfürsten gegründet. Neupölla wird 1230 erstmals erwähnt und erhielt 1297 das Marktrecht. 1139 wird auch der Polansteig erstmals urkundlich genannt, der hier den Beheimsteig kreuzt. 1427 wurde Altpölla von den Hussiten niedergebrannt. Am 8. September 1620 vereinigte sich bei Neupölla das Heer der Katholischen Liga unter Generalleutnant Tilly mit der kaiserlichen Armee unter dem Kommando Feldmarschall Bucquoys zu einer gewaltigen Streitmacht, die weiter gegen Böhmen und in die Schlacht am Weißen Berg zog.
Einige Orte, unter anderem Döllersheim, wurden nach dem „Anschluss“ Österreichs an den NS-Staat 1938 in einen militärischen Übungsplatz – den heutigen Truppenübungsplatz Allentsteig – umgewandelt, die Bevölkerung umgesiedelt (siehe Liste der für die Schaffung des Truppenübungsplatzes Döllersheim ausgesiedelten Ansiedlungen).
Im Zuge der NÖ. Kommunalstrukturverbesserung wurde die Gemeinde Pölla Anfang 1968 aus den Gemeinden Altpölla, Franzen, Neupölla, Ramsau und Schmerbach am Kamp gebildet.

### Einwohnerentwicklung

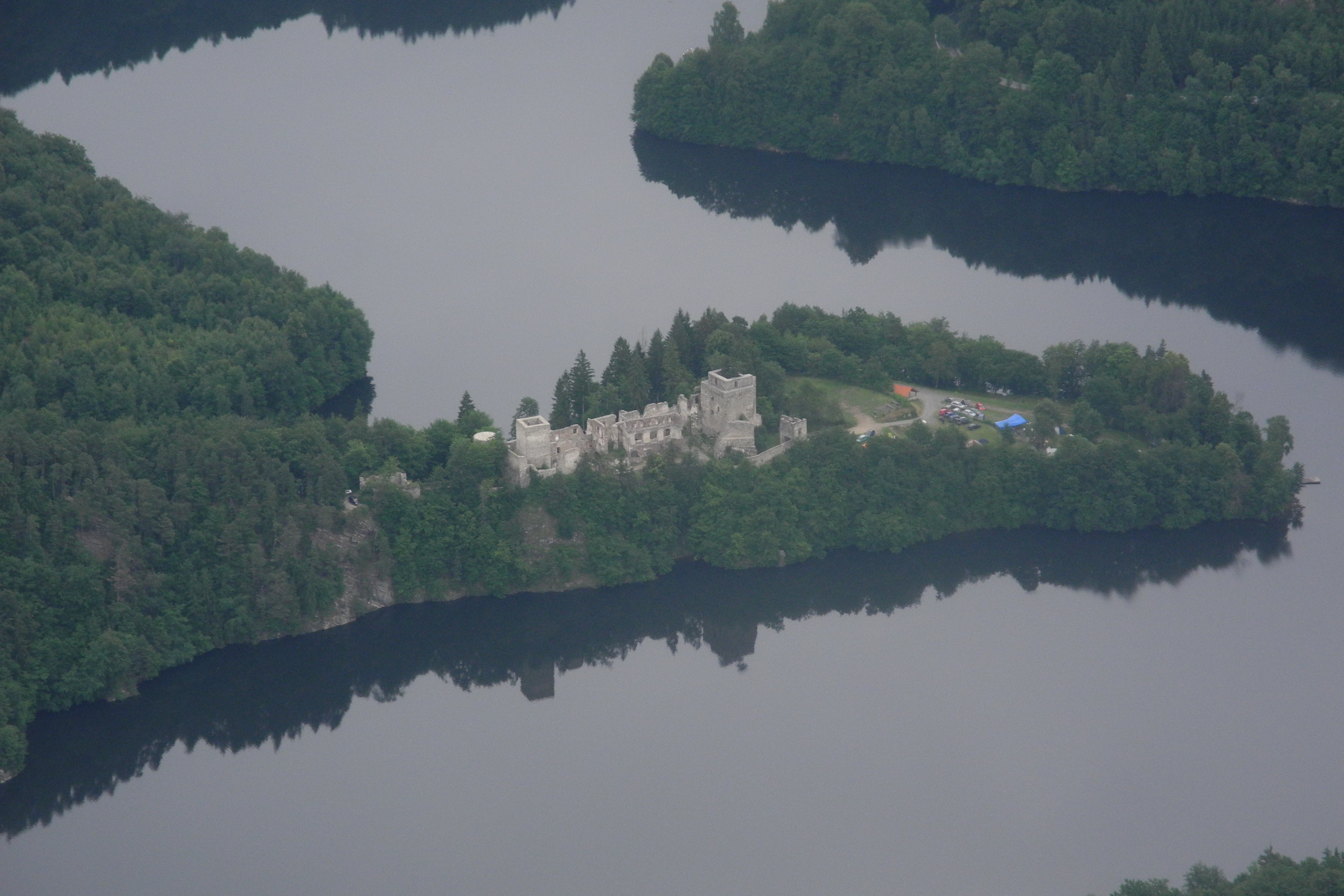
Burgruine Dobra am Kamp-Stausee.

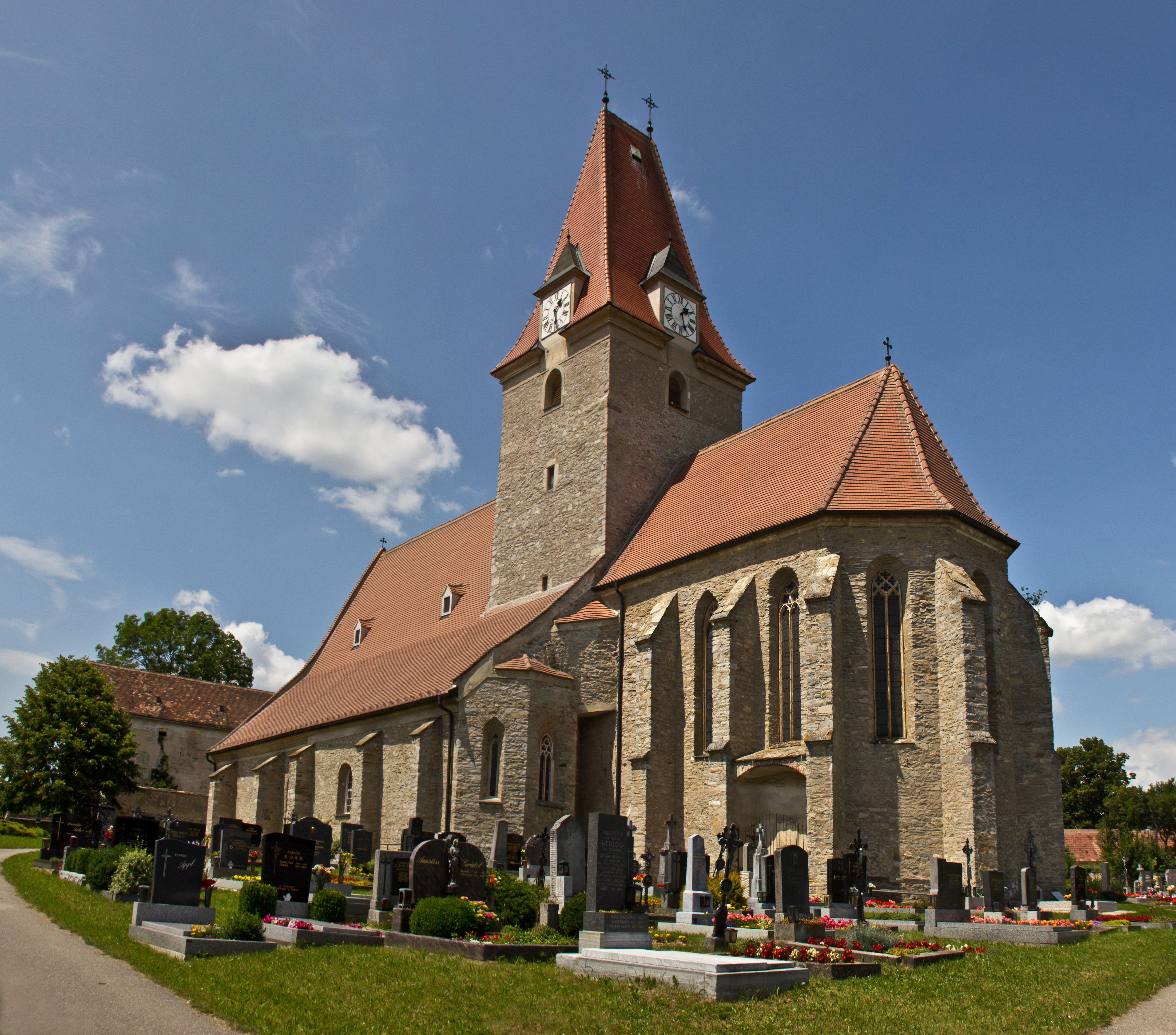
Pfarrkirche Mariae Himmelfahrt in Altpölla.

| Pölla: Einwohnerzahlen von 1869 bis 2025            | Pölla: Einwohnerzahlen von 1869 bis 2025 | Pölla: Einwohnerzahlen von 1869 bis 2025 | Pölla: Einwohnerzahlen von 1869 bis 2025 | Pölla: Einwohnerzahlen von 1869 bis 2025 |
| --------------------------------------------------- | ---------------------------------------- | ---------------------------------------- | ---------------------------------------- | ---------------------------------------- |
| Jahr                                                |                                          |                                          |                                          | Einwohner                                |
| 1869                                                | 1869                                     |                                          | 4.940                                    | 4.940                                    |
| 1880                                                | 1880                                     |                                          | 4.767                                    | 4.767                                    |
| 1890                                                | 1890                                     |                                          | 4.700                                    | 4.700                                    |
| 1900                                                | 1900                                     |                                          | 4.657                                    | 4.657                                    |
| 1910                                                | 1910                                     |                                          | 4.762                                    | 4.762                                    |
| 1923                                                | 1923                                     |                                          | 4.413                                    | 4.413                                    |
| 1934                                                | 1934                                     |                                          | 4.410                                    | 4.410                                    |
| 1939                                                | 1939                                     |                                          | 3.271                                    | 3.271                                    |
| 1951                                                | 1951                                     |                                          | 1.779                                    | 1.779                                    |
| 1961                                                | 1961                                     |                                          | 1.542                                    | 1.542                                    |
| 1971                                                | 1971                                     |                                          | 1.305                                    | 1.305                                    |
| 1981                                                | 1981                                     |                                          | 1.211                                    | 1.211                                    |
| 1991                                                | 1991                                     |                                          | 1.091                                    | 1.091                                    |
| 2011                                                | 2011                                     |                                          | 980                                      | 980                                      |
| 2021                                                | 2021                                     |                                          | 924                                      | 924                                      |
| 2025                                                | 2025                                     |                                          | 915                                      | 915                                      |
| Quelle(n): Statistik Austria, Gebietsstand 1.1.2021 |                                          |                                          |                                          |                                          |

## Kultur und Sehenswürdigkeiten
- Frauenluck’n in Schmerbach
- Friedenskirche Döllersheim
- Museum für Alltagsgeschichte im Kulturhof Neupölla
- Burgruine Dobra
- Burgruine Schauenstein
- Schloss Waldreichs
- Schloss Wetzlas
- Pfarrhof (Altpölla)
- Pfarrkirche Altpölla
- Teufelskirche (Wetzlas)

## Wirtschaft und Infrastruktur
Im Jahr 2001 gab es 45 nichtlandwirtschaftliche Arbeitsstätten und 108 land- und forstwirtschaftliche Betriebe nach der Erhebung 1999. Bei der Volkszählung 2001 betrug die Zahl der Erwerbstätigen am Wohnort 459. Die Erwerbsquote lag 2001 bei 45,54 Prozent.
Die Marktgemeinde Pölla ist Mitglied der Kleinregion Kampseen und der Region „Herz des Waldviertels“.

## Politik

### Gemeinderat
- Der Gemeinderat hatte nach der Gemeinderatswahl vom 26. Jänner 2020 bei insgesamt 15 Sitzen folgende Mandatsverteilung: ÖVP 11, FPÖ 3 und SPÖ 1.[5]
- Der Gemeinderat hat nach der Gemeinderatswahl vom 26. Jänner 2025 bei insgesamt 15 Sitzen folgende Mandatsverteilung: ÖVP 10 und FPÖ 5.[6]

### Bürgermeister
Bürgermeister der Marktgemeinde ist Günther Kröpfl, Amtsleiterin ist Elisabeth Hollerer.

## Persönlichkeiten

### Söhne und Töchter der Gemeinde
- Wolfgang Schlichtinger (1745–1830), Benediktiner-Abt im ungarischen Zalaapáti im Komitat Zala
- Alois Hitler (1837–1903), Vater von Adolf Hitler (in Strones geboren)
- August Dötz (1844–1912), Gastwirt und Politiker, Mitglied des Abgeordnetenhauses 1891–1897, 1901–1907[9]
- Otto Lutz (1869–1947), Jurist, Richter und Politiker

### Mit der Gemeinde verbundene Persönlichkeiten
- Claudia Lösch (* 1988), Behindertensportlerin (in Neupölla aufgewachsen)